# Bernhard Seeger

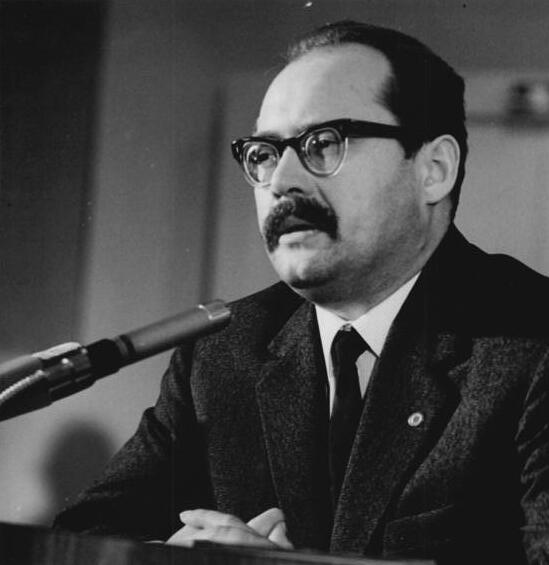
Bernhard Seeger auf der Jahrestagung des Deutschen Schriftstellerverbandes 1966

Bernhard Seeger (* 6. Oktober 1927 in Roßlau an der Elbe; † 14. März 1999 in Potsdam) war ein deutscher Schriftsteller.

## Leben
Bernhard Seeger war der Sohn eines Schlossers. Er besuchte die Mittelschule und anschließend eine Lehrerbildungsanstalt in Köthen. Am 2. Februar 1944 beantragte er die Aufnahme in die NSDAP und wurde zum 20. April desselben Jahres aufgenommen (Mitgliedsnummer 9.693.775). Nach Ableistung seiner Arbeitsdienstzeit in Zerbst nahm er 1944/45 als Soldat der Wehrmacht am Zweiten Weltkrieg teil. Von Mai bis Dezember 1945 befand er sich in sowjetischer Kriegsgefangenschaft.
Nach seiner Rückkehr aus der Gefangenschaft absolvierte Seeger einen Kurs für Neulehrer. 1946 trat er der SED und der FDJ bei. Zwischen 1946 und 1952 wirkte er als Lehrer in Dorfschulen in der Mark Brandenburg. 1952/53 war er Lektor im Verlag Neues Leben; von 1953 bis 1956 lebte er als freier Schriftsteller in Stücken bei Potsdam. 1954/55 hielt er sich als Reporter in Vietnam auf; anschließend war er Abteilungsleiter im Sekretariat des Deutschen Schriftstellerverbandes und ab 1957 wieder freier Schriftsteller.
Im Jahre 1967 war Seeger infolge eines schweren Unfalls längere Zeit schreibunfähig. Nachdem er bereits seit 1964 der Bezirksleitung Potsdam der SED angehört hatte, war er ab 1967 Mitglied des Zentralkomitees der SED. Zwischen 1953 und 1972 war er unter dem Decknamen Karl Feuerherd als Inoffizieller Mitarbeiter des Ministeriums für Staatssicherheit der DDR tätig.
Bernhard Seeger verfasste Reportagen, Erzählungen, Roman und Lyrik; am bekanntesten wurde er durch seine Hör- und Fernsehspiele. Seegers linientreue Werke behandeln vorwiegend Probleme der Aufbauphase der DDR-Gesellschaft; das von der DDR-Kritik hochgelobte Werk "Herbstrauch" über die Kollektivierung der DDR-Landwirtschaft in den Jahren 1959/60 ist stark von Scholochows „Neuland unterm Pflug“ beeinflusst. Er war auch als Drehbuchautor tätig, so war er 1963 an dem Fernsehfilm Rauhreif beteiligt.
Bernhard Seeger gehörte seit 1952 dem Deutschen Schriftstellerverband und von 1969 bis 1991 der Akademie der Künste (Berlin) an. Er erhielt folgende Auszeichnungen: 1956 den Theodor-Fontane-Preis des Bezirke Potsdam, 1960 die Erich-Weinert-Medaille, 1962 den Heinrich-Mann-Preis und den Literaturpreis des FDGB, 1963 und 1967 einen Nationalpreis, 1968 die Johannes-R.-Becher-Medaille, 1969 den Orden „Banner der Arbeit“, 1981 und 1983 den Kunstpreis des FDGB, 1983 den Vaterländischen Verdienstorden der DDR sowie 1987 den Karl-Marx-Orden.

## Werke
- Eisenhüttenkombinat Ost, Berlin 1952
- Millionenreich und Hellerstück, Berlin 1956
- Sturm aus Bambushütten, Berlin 1956 (Reportagen aus Vietnam)
- Wo der Habicht schießt, Halle (Saale) 1957
- Wie Jasgulla zu seinem Recht kam, Leipzig 1960
- Herbstrauch, Halle (Saale) 1961
- Hannes Trostberg. Die Erben des Manifests, Halle (Saale) 1968
- Vater Batti singt wieder, Halle (S.) 1972
- Menschenwege, Halle (Saale)
  - 1 (1974)
  - 2 (1987)
- Der Harmonikaspieler, Halle [u. a.] 1981
- Frühe Wege, Leipzig 1987

## Filmografie
- 1960/2014: Sommerwege
- 1983: Der Mann mit dem Ring im Ohr[5]

## Hörspiele
- 1957: Wo die Nebel weichen – Regie: Lothar Dutombé (Rundfunk der DDR)
- 1960: Paradies im Krähenwinkel – Regie: Helmut Hellstorff (Rundfunk der DDR)
- 1961: Unterm Wind der Jahre (3 Teile) – Regie: Theodor Popp (Rundfunk der DDR)
- 1963: Rauhreif – Regie: Theodor Popp (Rundfunk der DDR)
- 1963: Fünfzig Nelken – Regie: Theodor Popp (Hörspiel – Rundfunk der DDR)
- 1966: Hannes Trostberg – Regie: Theodor Popp (Hörspiel (3 Teile) – Rundfunk der DDR)